# Tiempo atmosférico

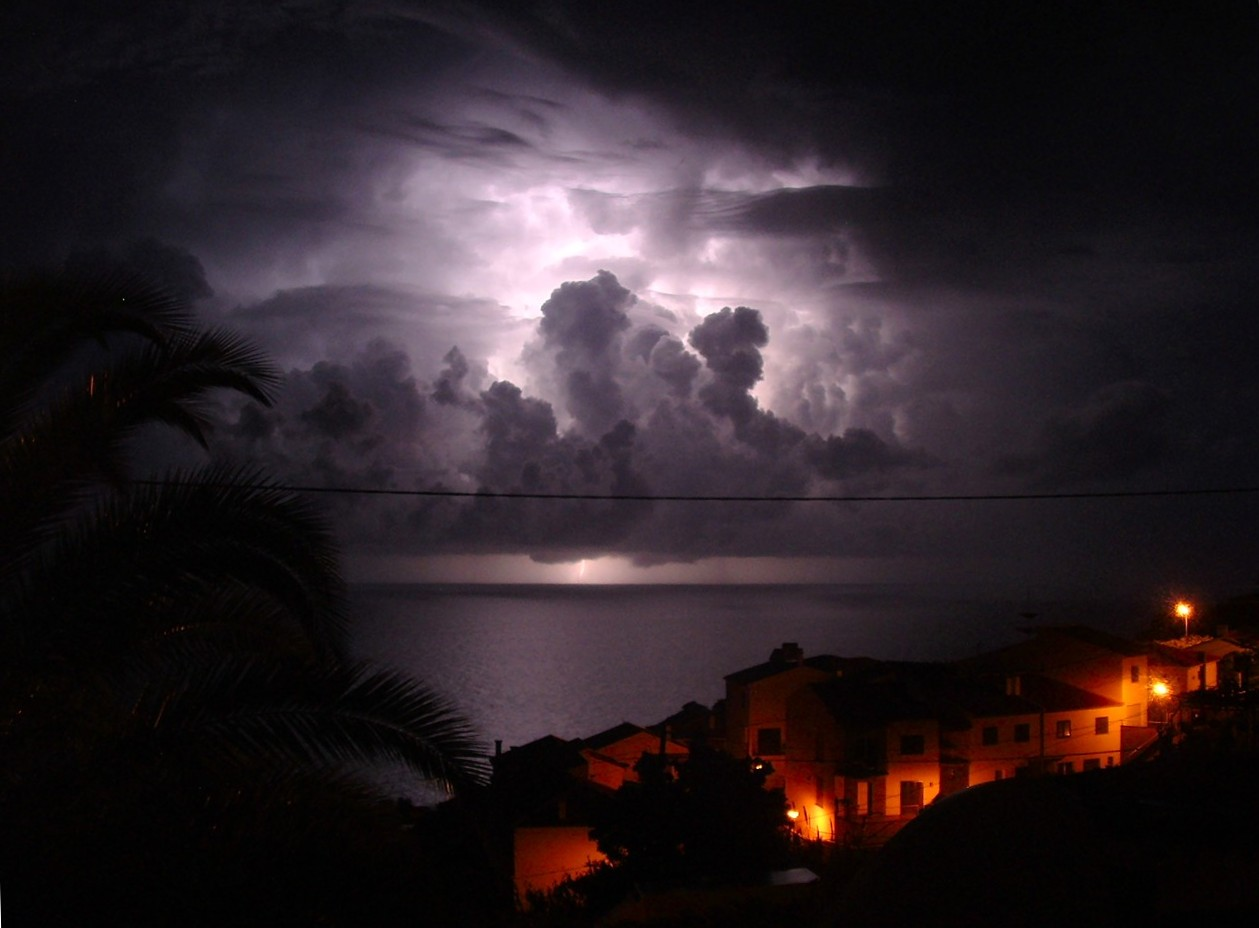
Tormenta cerca de Gazrajau (Madeira).

El tiempo atmosférico o meteorológico o temperie es el estado de la atmósfera en un momento y lugar determinados definido por diversas variables meteorológicas como la temperatura, la presión, el viento, la radiación solar, la humedad y la precipitación. La mayoría de los fenómenos del tiempo ocurren en la troposfera, la capa por debajo de la estratósfera, siendo la capa inferior de la atmósfera que está en contacto con la superficie. Es importante diferenciar tiempo de clima, ya que este último se refiere a las condiciones atmosféricas promedio que caracterizan a un lugar. Esos promedios suelen realizarse en periodos de varias décadas. 
El tiempo es impulsado por la presión de aire, la temperatura y las diferencias de humedad entre un lugar y otro.  Estas diferencias pueden ocurrir debido al ángulo del sol en cualquier sitio particular, el cual varía por latitud desde los trópicos. El fuerte contraste de temperatura entre el aire polar y el tropical da origen a las circulaciones atmosféricas de mayor escala: la Célula de Hadley, la célula de Ferrel, la célula polar y la corriente en chorro. Sistemas de tiempo en las latitudes medias, como los ciclones extratropicales, son causados por inestabilidades del flujo de corriente en chorro. Debido a que el eje de la Tierra está inclinado en relación con su plano orbital, la luz solar incide en  ángulos diferentes en los distintos meses del año. Sobre la superficie de la Tierra, las temperaturas normalmente varían anualmente entre ±40 °C.  A lo largo de miles de años, cambios en la órbita terrestre pueden afectar la cantidad y distribución de la energía solar recibida por la Tierra, influenciando así el clima a largo plazo y el cambio climático global.
Las diferencias de temperatura de la superficie a su vez causan diferencias de presión.  Las altitudes más elevadas son más frías que las bajas debido a diferencias en calentamiento de compresión. El pronóstico del tiempo es la aplicación de la ciencia y tecnología para pronosticar el estado de la atmósfera para un momento futuro y una ubicación dada.  El sistema es un caótico; cambios tan pequeños a una parte del sistema puede crecer para tener efectos grandes en todo el sistema. A través de la historia, han existido intentos humanos de controlar el tiempo y existe evidencia de que las actividades humanas como la agricultura y la industria han modificado los patrones atmosféricos.
El estudio sobre cómo funciona el tiempo en otros planetas han sido útiles en comprender su funcionamiento en la Tierra.  Un lugar famoso en el sistema solar, es la Gran Mancha Roja de Júpiter, es una tormenta anticiclónica que existe desde al menos 300 años. No obstante, el tiempo no se limita a los cuerpos planetarios. La corona de una estrella se pierde constantemente en el espacio, creando lo que esencialmente es una muy delgada atmósfera a través del sistema solar. El transporte de masa expulsado del Sol se conoce como viento solar.

## Origen y flujo de la energía atmosférica

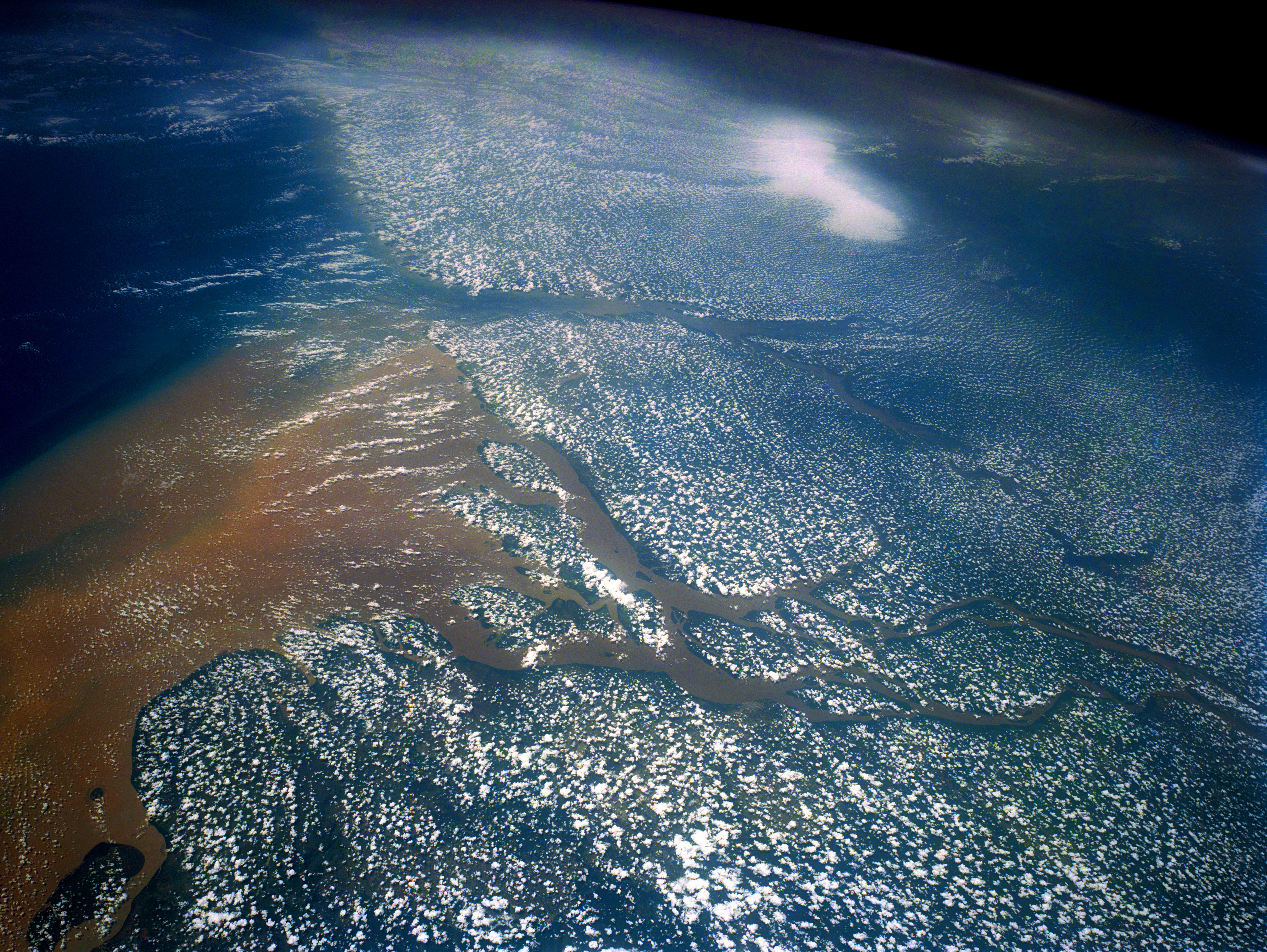
Una imagen de satélite de la NASA de la desembocadura del Amazonas nos muestra algunos de los flujos de energía en la atmósfera: los rayos solares calientan la superficie terrestre, las tierras en primer lugar (con mayor rapidez) y las aguas después (más lentamente). El calentamiento de las tierras calienta a su vez el aire superficial, que se eleva, enfriándose y condensándose la humedad atmosférica que se convierte en agua líquida que forma las nubes. Mientras tanto, el agua de los grandes ríos amazónicos está absorbiendo la radiación solar más lentamente por lo que no hay evaporación de sus aguas y, por lo tanto, tampoco hay calentamiento del aire en esas áreas, no hay convección ni condensación en ellas.

### Insolación
La cuasitotalidad de la energía solar que genera todos los cambios atmosféricos procede de la radiación solar, es decir, de la insolación. Pero los rayos solares no calientan directamente al aire atmosférico por la propiedad del aire en su conjunto de la diatermancia que explica que la atmósfera se deja atravesar por los rayos solares sin prácticamente calentarse. Así el calentamiento de la atmósfera por la radiación solar es indirecto: los rayos solares calientan primero la litósfera (de manera rápida) y la hidrósfera (más lentamente que la litosfera). Cuando tanto la litósfera como la hidrósfera se han calentado, van cediendo ese calor a la atmósfera, la primera rápidamente y la segunda más lentamente, todo ello de acuerdo a lo explicado sobre el calentamiento de la litosfera y la hidrosfera en el artículo ya citado (diatermancia). La imagen del delta del río Amazonas que aquí se presenta está tomada durante la mañana. Si la comparásemos con una imagen similar durante el anochecer ese mismo día (ello se hace posible, no en una imagen del espectro visible, sino en una imagen infrarroja) veríamos que la situación se invierte, apareciendo mayor condensación sobre los ríos que sobre las tierras.

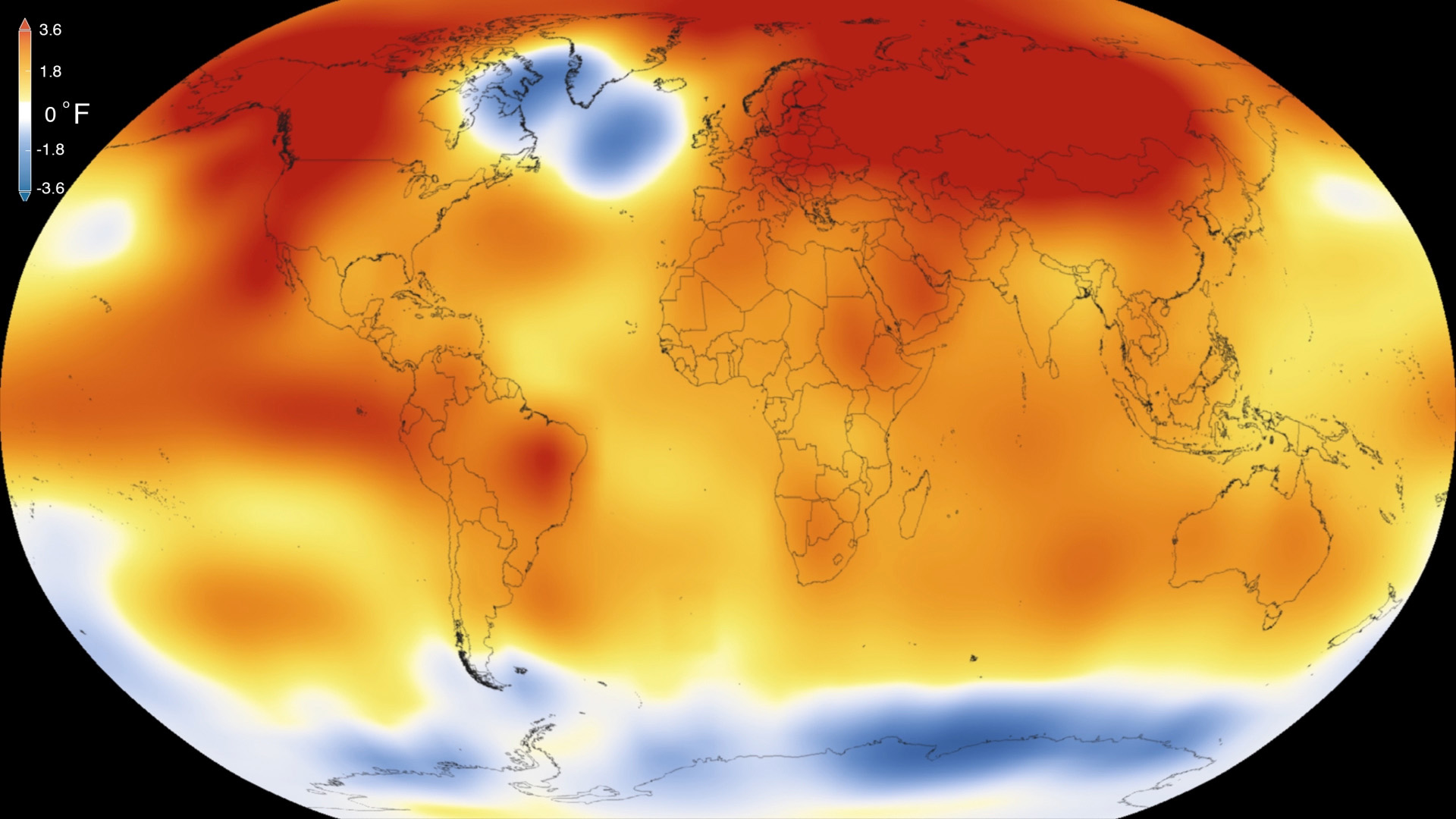
2015 – 5to Año global más caliente en el registro (desde 1880) hasta el 2021 – Los colores indican las anomalías de temperatura (NASA/NOAA; 20 de enero de 2016).

Debido a que el eje de la Tierra está inclinado con respecto a su plano orbital, la luz solar incide en diferentes ángulos en diferentes épocas del año. En junio, el hemisferio norte está inclinado hacia el sol, por lo que en cualquier latitud del hemisferio norte la luz solar cae más directamente en ese lugar que en diciembre. Este efecto provoca estaciones. Durante miles a cientos de miles de años, los cambios en los parámetros orbitales de la Tierra afectan la cantidad y distribución de la energía solar recibida por la Tierra e influyen en el clima a largo plazo. (Ver ciclos de Milankovitch).
El calentamiento solar desigual (la formación de zonas de gradientes de temperatura y humedad, o frontogénesis) también puede deberse al clima mismo en forma de nubosidad y precipitación. Las altitudes más altas son típicamente más frías que las altitudes más bajas, lo que es el resultado de una temperatura superficial más alta y un calentamiento por radiación, que produce la tasa de caída adiabática. En algunas situaciones, la temperatura aumenta con la altura. Este fenómeno se conoce como inversión y puede hacer que las cimas de las montañas sean más cálidas que los valles que se encuentran debajo. Las inversiones pueden conducir a la formación de niebla y, a menudo, actúan como un límite que suprime el desarrollo de tormentas eléctricas. A escalas locales, las diferencias de temperatura pueden ocurrir porque diferentes superficies (como océanos, bosques, capas de hielo u objetos artificiales) tienen diferentes características físicas como reflectividad, rugosidad o contenido de humedad.

### Otras fuentes de energía atmosférica

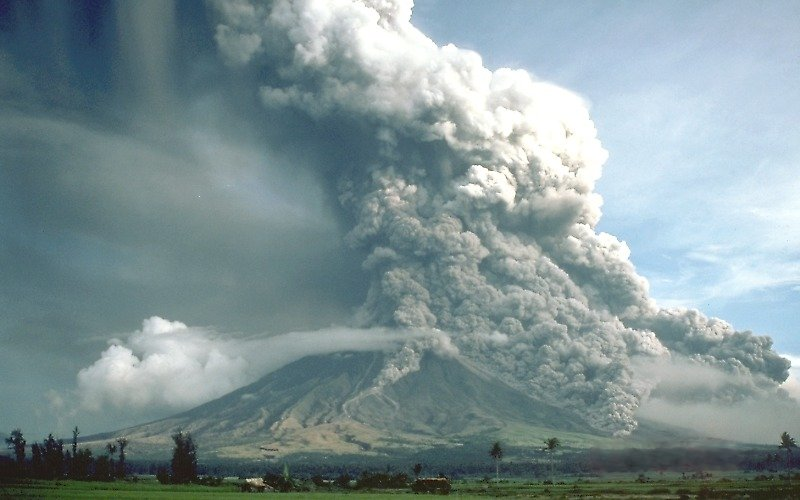
Erupción del Volcán Mayón en la isla de Luzón, Filipinas, en 1984. Puede verse a la izquierda una nube formada por vapor de agua muy caliente de la erupción al enfriarse con la temperatura ambiente.

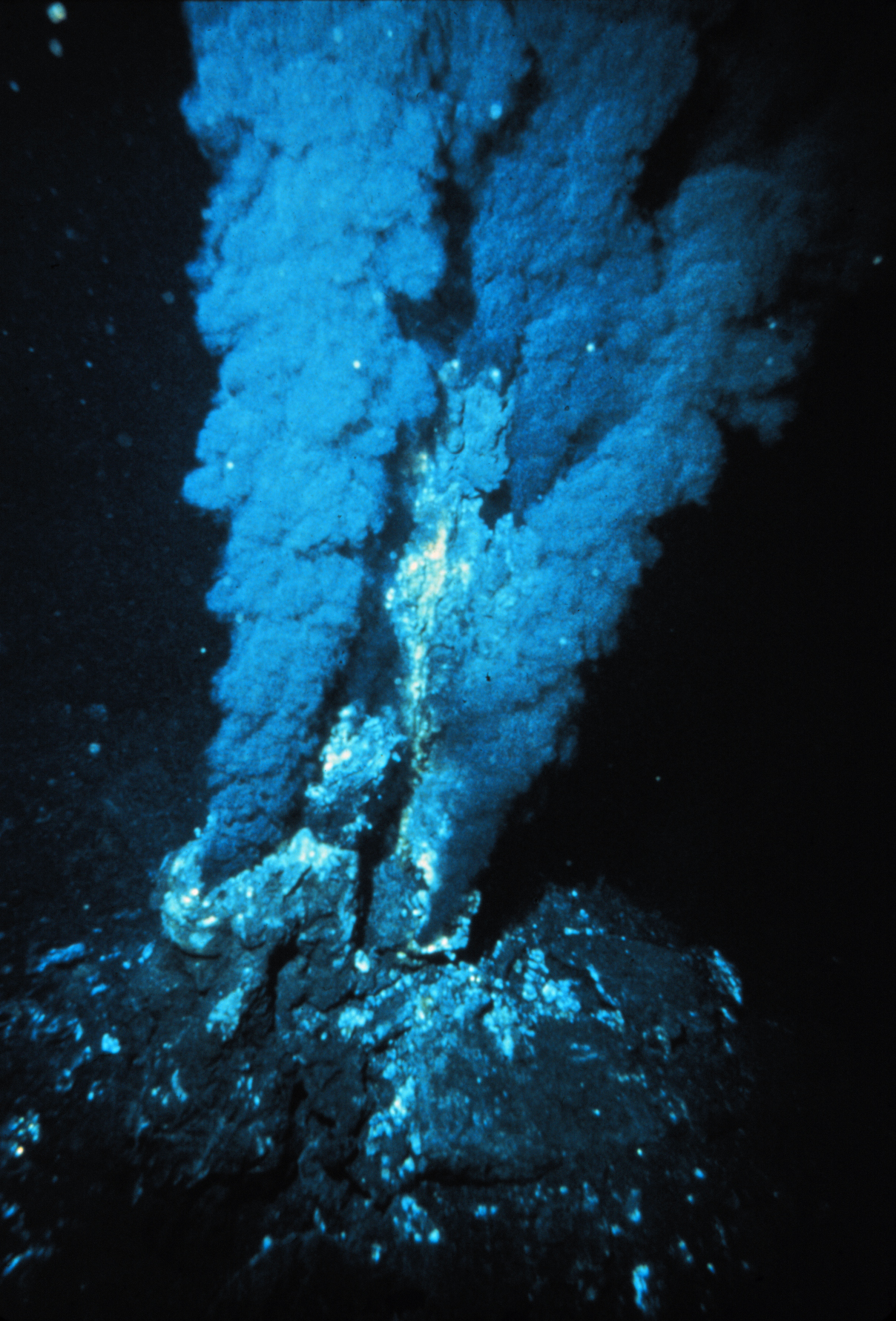
Fuente hidrotermal submarina, cuya energía produce el ambiente que posibilita la existencia de fauna abisal en sus alrededores a pesar de la enorme presión que existe por la gran profundidad del fondo oceánico.

Además de la radiación solar existen tres fuentes menores de energía térmica que pueden calentar la atmósfera:
- La energía geotérmica de los puntos calientes en el fondo oceánico. Esta energía pasa al agua oceánica que se calienta o llega incluso a hervir, evaporándose con lo que absorbe calor que, al condensarse, pasa al aire atmosférico (por ejemplo, la última erupción submarina en la isla de El Hierro en las Islas Canarias).
- Las erupciones volcánicas también pueden llegar a calentar la atmósfera de manera directa, sin que la radiación solar intervenga.
- La transpiración de plantas y animales así como la respiración de los seres vivos. Esta última fuente de calor es muy importante, como nos muestran las fotografías infrarrojas de las zonas de vegetación presentes en la superficie terrestre. Sin embargo, estas tres fuentes de calor resultan insignificantes cuando las comparamos con la energía solar recibida en la superficie terrestre. Si aquí se señalan es para aclarar la idea inicial de este tema de que la casi totalidad de la energía que se almacena en la atmósfera procede de la radiación solar. Y de las tres fuentes de calentamiento distinto a la radiación solar, la formada por la transpiración de la vegetación es la más importante por su estabilidad en el tiempo y por usar el CO2 como materia prima, además de la liberación de oxígeno libre, sin lo cual la vida de los animales se haría imposible.

## Fenómenos meteorológicos

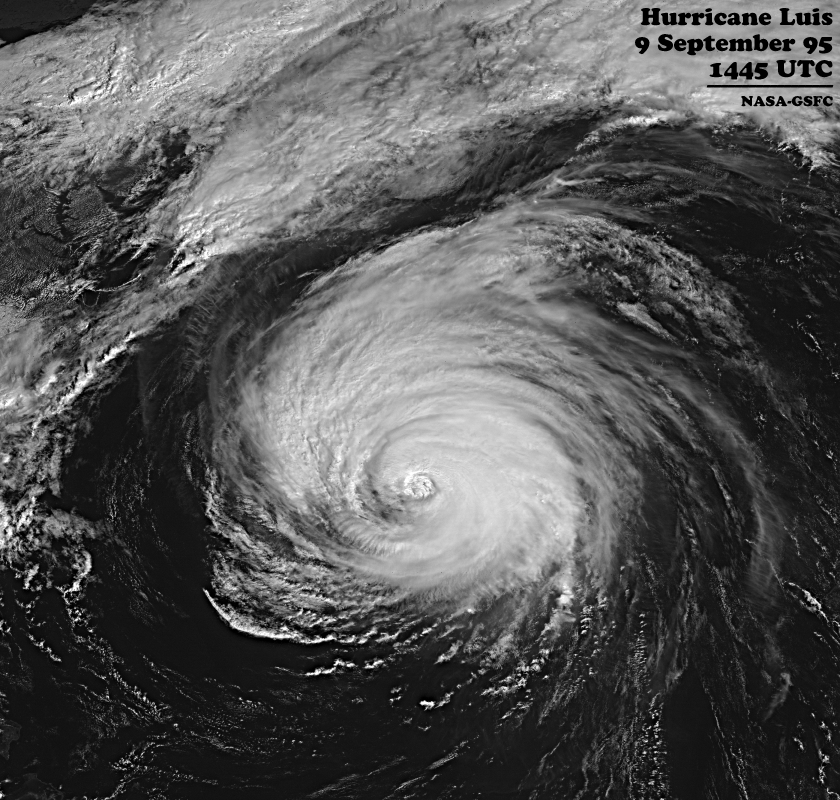
Huracán Luis en 1995.

El tiempo cambia movido por las diferencias de energía solar percibida en cada área diferenciada de acuerdo con una escala de tiempo que va desde menos de un día (diferencias de radiación entre el día y la noche) hasta períodos estacionales a lo largo del año.  Las estaciones meteorológicas miden las distintas variables locales del tiempo como la temperatura, la presión atmosférica, la,  humedad, la nubosidad, el viento y el monto pluviométrico de las lluvias o precipitaciones. Conocidas estas variables directas, se pueden averiguar otras derivadas, como la presión de vapor de condensación, la temperatura de sensación o la temperatura de bochorno.
Mediante redes de estaciones meteorológicas locales, estaciones en barcos y satélites meteorológicos, la meteorología intenta averiguar las variables meteorológicas en los vértices de una malla tridimensional del menor tamaño posible. A partir de estas condiciones iniciales y aplicando las leyes de la física, se intenta predecir la evolución del tiempo. Para ello hay que usar potentes ordenadores que se encargan de realizar los cálculos usando un modelo predictivo de tipo empírico.

## Pronóstico meteorológico
La realización de pronósticos meteorológicos a una escala regional y, especialmente, a escala local, constituye hoy en día una actividad sumamente importante y extendida en casi todo el mundo y en numerosas actividades. La organización de la aviación civil (horarios, previsiones, alternativas de vuelo, etc.) depende en gran manera, y cada vez más, de los pronósticos meteorológicos muy detallados. Lo mismo sucede con otros tipos de actividades (agricultura, transporte, comercio, servicios de todo tipo, etc.). Esta actividad se basa en los datos suministrados por las estaciones meteorológicas estratégicamente ubicadas e intercomunicadas entre sí y por la información obtenida en tiempo real de multitud de satélites meteorológicos, principalmente, satélites geoestacionarios, drones (vuelos no tripulados) y otros medios de obtención de datos atmosféricos. 
Un ejemplo de los datos obtenidos casi en tiempo real y con imágenes en secuencia del hemisferio occidental y sectores del mismo (que permiten ver el movimiento de las masas nubosas, desplazamiento y energía transportada por las nubes, etc.) son los que proporciona el sitio web de la NASA de satélites geoestacionarios Goes (http://www.goes.noaa.gov/ Archivado el 17 de agosto de 2020 en Wayback Machine.). Una visión animada de la secuencia de imágenes del Caribe y Atlántico al norte del ecuador y que se actualizan cada 30 minutos, puede verse en: .

## Efecto sobre los humanos
El tiempo, visto desde una perspectiva antropológica, es algo que todos los humanos en el mundo experimentan constantemente a través de sus sentidos, al menos mientras están a la intemperie. Hay conocimientos construidos social y científicamente sobre qué es el tiempo atmosférico, qué lo hace cambiar, el efecto que tiene en los humanos en diferentes situaciones, etc. Por lo tanto, el clima es algo sobre lo que la gente suele comunicarse. Los países cuentan con un Servicio Meteorológico Nacional que generalmente produce un informe anual de muertes, lesiones y costos totales de daños que incluyen cultivos y propiedades. Por ejemplo en Estados Unidos a partir de 2019, los tornados han tenido el mayor impacto en los seres humanos con 42 muertes y han costado daños a cultivos y propiedades de más de 3000 millones de dólares.

### Efectos sobre las poblaciones

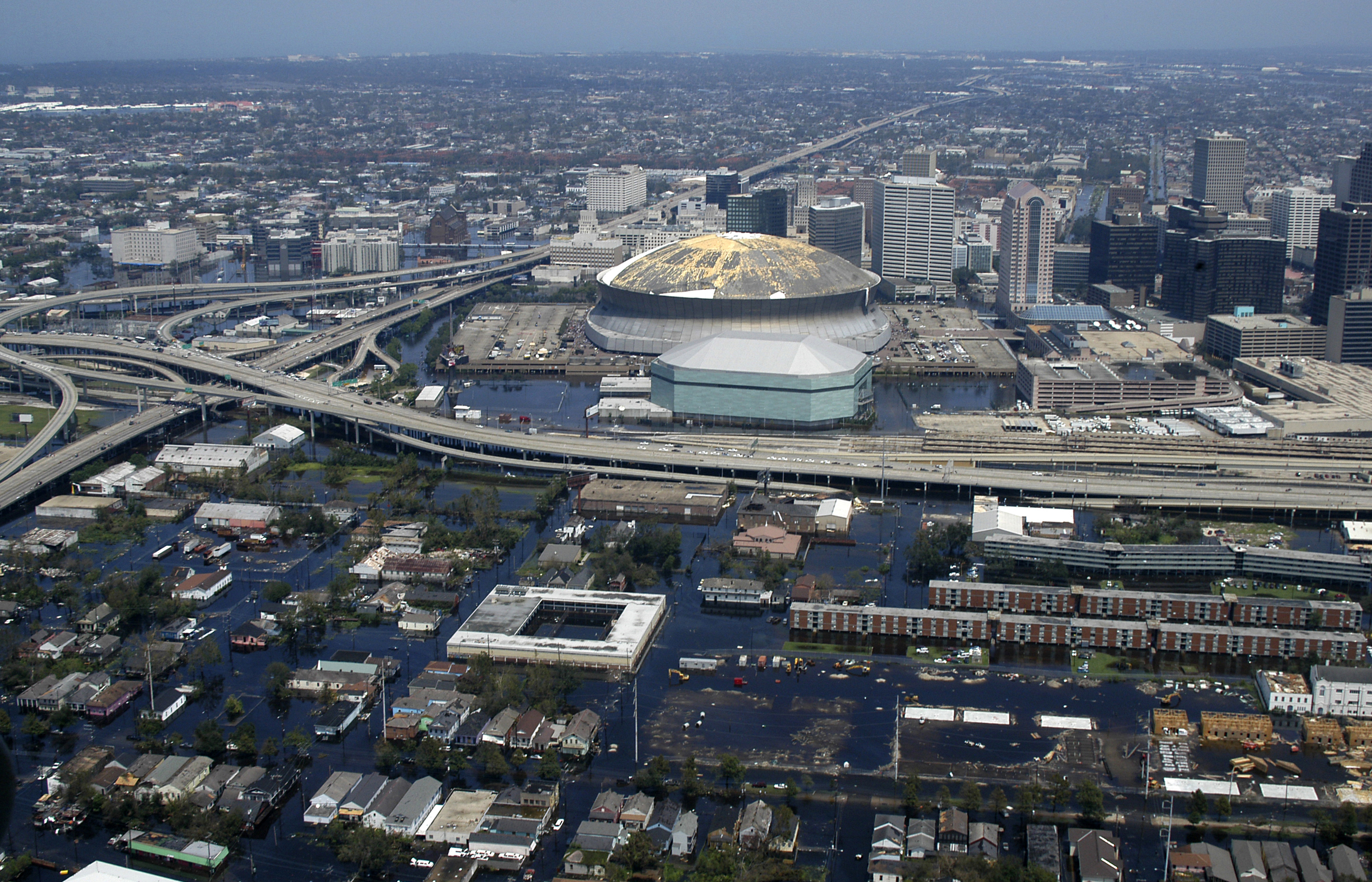
Nueva Orleans, Luisiana, luego de haber sido alcanzada por el huracán Katrina. Katrina fue un huracán categoría 3 cuando alcanzó tierra firme si bien fue un huracán categoría 5 mientras se desplazaba por el Golfo de México.

El tiempo ha jugado un papel importante y, a veces, directo en la historia de la humanidad. Aparte de los cambios climáticos que han provocado la deriva gradual de las poblaciones (por ejemplo, la desertificación de Oriente Próximo y la formación de puentes terrestres durante los períodos glaciares), los fenómenos meteorológicos extremos han provocado movimientos de población a menor escala y se han inmiscuido directamente en los acontecimientos históricos. Uno de esos acontecimientos es la salvación de Japón de la invasión de la flota mongola de Kublai Jan por los vientos Kamikaze en 1281. Las reclamaciones francesas sobre Florida llegaron a su fin en 1565 cuando un huracán destruyó la flota francesa, lo que permitió a España conquistar Fort Caroline. Más recientemente, el huracán Katrina redistribuyó a más de un millón de personas de la costa central del Golfo en otras partes de los Estados Unidos, convirtiéndose en la diáspora más grande en la historia de los Estados Unidos.
La Pequeña Edad de Hielo produjo la pérdida de cosechas y hambrunas en Europa. Durante el período denominado como la fluctuación  Grindelwald (1560-1630), sucesos derivados de actividades volcánicas parece que produjeron fenómenos meterorológicos extremos.  Estos incluyeron sequías, tormentas y ventiscas fuera de temporada, además de causar la expansión del glaciar suizo Grindelwald. La década de 1690 vio la peor hambruna en Francia desde la Edad Media. Finlandia sufrió una hambruna severa en 1696-1697, durante la cual murió aproximadamente un tercio de la población finlandesa.

## Modificación
La aspiración de controlar tanto el clima como puntualmente el tiempo atmosférico es evidente a lo largo de la historia de la humanidad: desde los antiguos rituales destinados a traer lluvia para las cosechas hasta la Operación Popeye del ejércoto de los Estados Unidos, un intento de interrumpir las líneas de suministro alargando el monzón de Vietnam del Norte. Los intentos más exitosos de influir en el tiempo involucran la siembra de nubes; incluyen las técnicas de dispersión de niebla y nubes stratus bajas empleadas por los principales aeropuertos, técnicas utilizadas para aumentar las precipitaciones invernales sobre las montañas y técnicas para suprimir el granizo. Un ejemplo reciente de control del tiempo atmosférico fue la preparación de China para los Juegos Olímpicos de Verano de 2008. China disparó 1.104 cohetes de dispersión de lluvia desde 21 sitios en la ciudad de Beijing en un esfuerzo por mantener la lluvia alejada de la ceremonia inaugural de los juegos el 8 de agosto de 2008. Guo Hu, jefe de la Oficina Meteorológica Municipal de Beijing (BMB), confirmó el éxito de la operación con 100 milímetros cayendo en la ciudad de Baoding de la provincia de Hebei, al suroeste y en el distrito de Fangshan de Beijing registrando una precipitación de 25 milímetros.
Si bien no existen pruebas concluyentes de la eficacia de estas técnicas, existen numerosas pruebas de que la actividad humana, como la agricultura y la industria, produce modificaciones climáticas involuntarias:
- La lluvia ácida, causada por la emisión industrial de dióxido de azufre y óxidos de nitrógeno a la atmósfera, afecta negativamente a los lagos, la vegetación y las estructuras de agua dulce.
- Los contaminantes antropogénicos reducen la calidad del aire y la visibilidad.
- Se espera que el cambio climático causado por las actividades humanas que emiten gases de efecto invernadero al aire afecte la frecuencia de fenómenos meteorológicos extremos como sequías, temperaturas extremas, inundaciones, vientos fuertes y tormentas severas.[27]
- Se ha demostrado que el calor, generado por las grandes áreas metropolitanas, afecta minuciosamente el clima cercano, incluso a distancias de hasta 1.600 kilómetros.[28]

Los efectos de la modificación climática inadvertida pueden representar graves amenazas para muchos aspectos de la civilización, incluidos los ecosistemas, los recursos naturales, la producción de alimentos y fibras, el desarrollo económico y la salud humana.

## Clima extraterrestre en el sistema solar

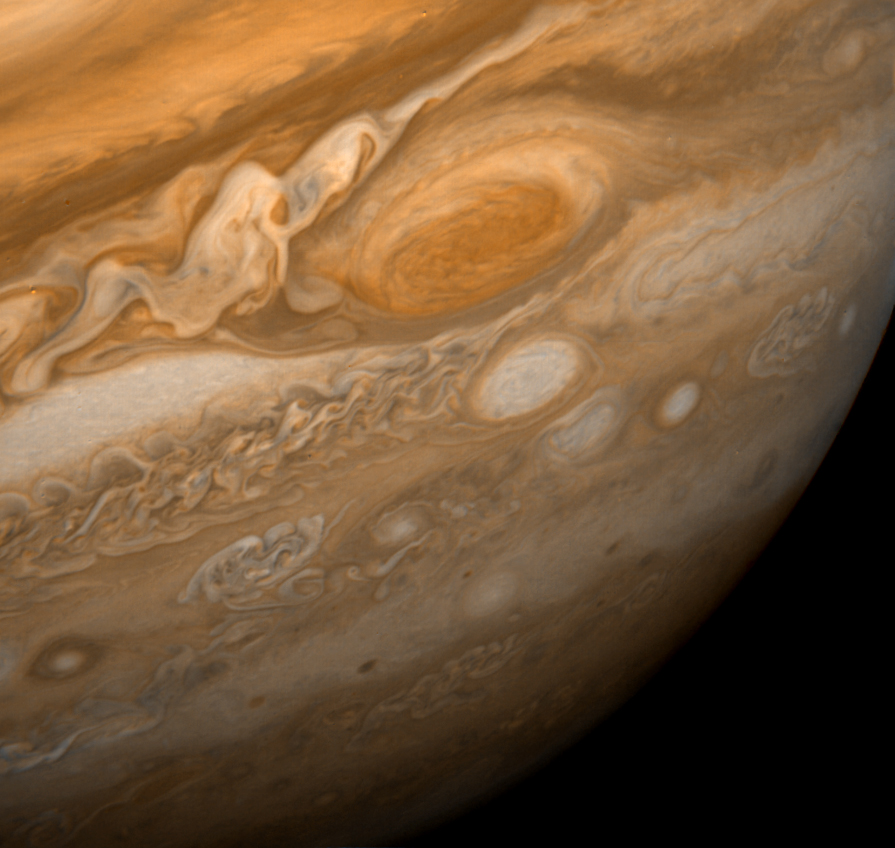
La Gran Mancha Roja de Júpiter en febrero de 1979, fotografiada por la nave no tripulada de la NASA Voyager 1.

El estudio de cómo funciona el tiempo atmosférico en otros planetas con atmósfera ha resultado útil para comprender cómo funciona en la Tierra. El tiempo en otros planetas sigue muchos de los mismos principios físicos que el terrestre, pero ocurre en diferentes escalas y en atmósferas que tienen diferente composición química. La misión  Cassini-Huygens  a Titán descubrió nubes formadas a partir de metano o etano que depositan lluvia compuesta de metano líquido y otros compuestos orgánicos.  La atmósfera de la Tierra incluye seis zonas de circulación latitudinales, tres en cada hemisferio.  En contraste el aspecto en franjas de Júpiter indica la presencia de numerosas zonas, Titán tiene una sola corriente en chorro cerca del paralelo 50 de latitud norte, y Venus tiene una sola corriente en chorro cerca del ecuador.
Uno de los hitos más famosos del Sistema Solar, la Gran Mancha Roja de Júpiter, es una tormenta anticiclónica que se sabe que ha existido durante al menos 300 años.  En otros gigantes gaseosos, la falta de superficie permite que el viento alcance velocidades enormes: ráfagas de hasta 2100 km/h se han medido en el planeta Neptuno. Esto ha creado un acertijo para los científicos planetarios. En última instancia, el clima es creado por energía solar y la cantidad de energía recibida por Neptuno es solo aproximadamente 1⁄900 de la recibida por la Tierra, sin embargo, la intensidad de los fenómenos climáticos en Neptuno es mucho mayor que en la Tierra. Los vientos planetarios más fuertes descubiertos hasta ahora están en el planeta extrasolar HD 189733 b, que se cree que tiene vientos del este que se mueven a más de 9600 km/h.